# Lubań (osiedle)
Lubań (ros. Любань) – osiedle w Rosji, w obwodzie leningradzkim, w rejonie tosnieńskim, w pobliżu miasta o tej samej nazwie. W 2010 liczyło 1519 mieszkańców.